# Колькайнарський сільський округ
Колькайна́рський сільський округ (каз. Көлқайнар ауылдық округі, рос. Колькайнарський сельский округ) — адміністративна одиниця у складі Жамбильського району Жамбильської області Казахстану. Адміністративний центр — село Тастобе.
Населення — 3100 осіб (2021; 2994 у 2009, 2799 у 1999, 2710 у 1989).
Станом на 1989 рік існувала Колькайнарська сільська рада (села Джамбул, Єнбек, Костобе, Тастобе), село Колькайнар перебувало у складі Бесагаської сільської ради. 1997 року до складу округу була включена ліквідований Піонерський сільський округ, однак він був відновлений 2002 року. 2019 року до складу сільського округу була включена територія площею 0,33 км² земель державного земельного фонду.

## Склад
До складу округу входять такі населені пункти:
| Населений пункт  | Старі назви | Населення, осіб (1989) | Населення, осіб (1999) | Населення, осіб (2009) | Населення, осіб (2021) |
| ---------------- | ----------- | ---------------------- | ---------------------- | ---------------------- | ---------------------- |
| Єнбек, село      | -           | 518                    | 528                    | 599                    | 550                    |
| --Роз'їзд 27     | -           | -                      | -                      | -                      | 10                     |
| Жамбил, село     | Джамбул     | 296                    | 379                    | 646                    | 496                    |
| Колькайнар, село | -           | 121                    | 131                    | 90                     | 76                     |
| Костобе, село    | -           | 300                    | 376                    | 402                    | 453                    |
| Тастобе, село    | -           | 1475                   | 1385                   | 1257                   | 1515                   |